# Gefühle (Andrea-Berg-Album)
Gefühle  ist das zweite Studioalbum der deutschen Schlagersängerin Andrea Berg. Es wurde im September 1995 veröffentlicht.

## Hintergrund
Drei Jahre nachdem Andrea Berg vom Produzenten Eugen Römer entdeckt worden war, nahm sie das Album Gefühle auf, das als ihr Durchbruch als Schlagersängerin gilt, obwohl es die Charts zur Zeit der Entstehung nicht erreichte. Die Musik wurde von Eugen Römer mit Jack White geschrieben. Die Texte stammen ebenfalls zum Teil von Römer, aber auch von bekannten Liedtextern wie Norbert Hammerschmidt oder Horst-Herbert Krause. An zwei Songs war die Künstlermanagerin Ingrid Reith beteiligt. Beim Text von Einmal nur mit dir alleine sein schrieb Berg selbst mit. Das Album wurde in Römers Studio Römersound in Köln aufgenommen.

## Titelliste
| #  | Titel                                     | Autor(en)                                                  | Produzent(en)           | Länge |
| -- | ----------------------------------------- | ---------------------------------------------------------- | ----------------------- | ----- |
| 1  | Die Gefühle haben Schweigepflicht         | Norbert Hammerschmidt, Eugen Römer                         | Eugen Römer             | 3:26  |
| 2  | Mach mir schöne Augen                     | Jack White, Norbert Hammerschmidt, Eugen Römer             | Eugen Römer             | 2:50  |
| 3  | Einmal nur mit dir alleine sein           | Eugen Römer, Andrea Berg                                   | Eugen Römer             | 3:44  |
| 4  | Wenn’s heute passiert                     | Jack White, Norbert Hammerschmidt, Eugen Römer             | Eugen Römer             | 3:38  |
| 5  | Wovon träumst Du                          | Eugen Römer, Ingrid Reith                                  | Eugen Römer             | 3:58  |
| 6  | Wenn du mich willst (dann küss mich doch) | Norbert Hammerschmidt, Eugen Römer                         | Eugen Römer             | 3:07  |
| 7  | Du nennst es Liebe                        | Eugen Römer, Ingrid Reith                                  | Eugen Römer             | 3:21  |
| 8  | Kann ich die Sehnsucht besiegen           | Jack White, Eugen Römer, Horst Herbert Krause              | Eugen Römer             | 3:32  |
| 9  | Wer von uns                               | Eugen Römer, Horst Herbert Krause                          | Eugen Römer             | 4:23  |
| 10 | Es fängt schon wieder an                  | Jack White, Eugen Römer, Andrea Berg, Horst Herbert Krause | Eugen Römer             | 3:33  |
| 11 | Hit-Medley                                | Jack White, Norbert Hammerschmidt, Eugen Römer             | Jack White, Eugen Römer | 5:09  |

## Rezeption
Chartplatzierungen
| ChartsChartplatzierungen | Höchstplatzierung | Wochen |
| ------------------------ | ----------------- | ------ |
| Deutschland (GfK)        | 10 (12 Wo.)       | 12     |
| Österreich (Ö3)          | 10 (13 Wo.)       | 13     |
| Schweiz (IFPI)           | 14 (4 Wo.)        | 4      |

Das Album erreichte die deutschen Charts erst im Jahr 2004, damals mit Platz 19. Die Höchstplatzierung mit Platz zehn erreichte Gefühle in Deutschland im Sommer 2017, als es für eine Woche einen Re-Entry schaffte. Singles aus dem Album sind beispielsweise Wenn du willst, dann küss mich doch und Die Gefühle haben Schweigepflicht. Die Gefühle haben Schweigepflicht gilt als ihr „erster großer Erfolg“, war jedoch nie in den Charts.

## Wiederveröffentlichungen
2017 erreichte das Album in einer Premiumversion beim Schlagerplattenlabel Telamo mit vier zusätzlichen neu abgemischten Liedern erneut die Top 10 der deutschen Charts. Danach wurde das Album Gefühle vom Schlagerplattenlabel Telamo 2018 und 2019 in leicht veränderter Zusammensetzung herausgebracht, zuletzt 2019 als CD BILD Best Of Andrea Berg mit dem zusätzlichen Lied Ich werde nie wieder weinen, dem ersten von Andrea Berg aufgenommenen Lied.